# T.J. Perkins
Theodore «Teddy» James Perkins (nacido el 3 de septiembre de 1984 en Los Ángeles, California) es un luchador profesional estadounidense de origen filipino, que actualmente compite en varias promociones, especialmente New Japan Pro-Wrestling. quien anteriormente estuvo en la WWE bajo el nombre de TJP, abreviación de su anterior nombre, T.J. Perkins. Él fue el primer e inaugural Campeón Crucero de WWE. que actualmente trabaja en el circuito independiente y New Japan Pro-Wrestling.
Trabajó para la Total Nonstop Action Wrestling (TNA), donde logró obtener el Campeonato de la División X de la TNA. En TNA, el uso el nombre artístico Manik, que está basado en el gimmik de Suicide. También ha trabajado en circuitos independientes, algunas veces bajo las iniciales TJP o bajo una máscara de Puma (también estilizado como PUMA).

## Carrera

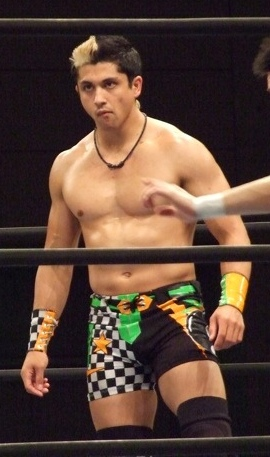
Perkins en un evento de New Japan Pro Wrestling, 2011.

### Inicios (1998-1999)
Perkins comenzó su formación a la edad de 13 años, en una escuela de lucha libre local en su ciudad natal de Los Ángeles, California. Perkins debutó en enero de 1999 a la edad de 14 años, bajo máscara puesto que los promotores sintieron que lucía demasiado joven para la competencia. Inicialmente, luchó bajo el nombre de T. J. Perkins, y "Pinoy Boy" como apodo. Con el fin de asistir a los eventos, faltaba a clases los viernes. Luchó en circuitos independientes en California, Nevada, Arizona y México durante sus primeros dos años.

### New Japan Pro Wrestling (2002-2003)
Comenzó a entrenar en la New Japan Dojo en Los Ángeles junto a sus amigos Ricky Reyes, Rocky Romero, y Bryan Danielson. Todos ellos hicieron su debut en New Japan Pro Wrestling (NJPW) en el Korakuen Hall en octubre de 2002, con Perkins debutando sin máscara como "Pinoy Boy" T.J. Perkins. En la NJPW, logró el récord del luchador más joven no japonés en competir para la promoción, a los 18 años y 3 semanas de edad. El 2003 a los 18 años de edad, después de su tercera gira con la NJPW, recibió el gimmik de Puma, un personaje enmascarado con similitudes al personaje del manga Tiger Mask, e hizo equipo con Tiger Mask IV. Perkins comenzó a personificar a su personaje puesto que tenía demasiada similitud con el Tiger Mask original, Satoru Sayama. La idea fue que hiciera una versión norteamericana de Tiger Mask.
A finales de mayo y principios de junio de 2011, Perkins bajo el nombre de TJP, participó en el torneo de la NJPW Best of the Super Juniors. Luego de ganar tres de sus ocho combates de la fase de round robin del torneo, TJP terminó séptimo de los nueve luchadores en su bloque y no avanzó a las semifinales.

### Consejo Mundial de Lucha Libre (2003)
En 2003, Perkins pasó un tiempo en México junto a Rocky Romero y Bobby Quance, donde entrenaron y lucharon juntos en el Consejo Mundial de Lucha Libre.

### Total Nonstop Action Wrestling (2004-2016)
Perkins hizo apariciones como Puma en la Total Nonstop Action Wrestling (TNA), debutando el 2004, cuando trabajaba como jobber en varias grabaciones de TNA Xplosion. También fue el primer eliminado de la Super X-Cup 2004. Participó en un 20-man X-Division battle royal en Victory Road, siendo el primer eliminado. Dos años más tarde, regresó a TNA como representante de Japón en una International X-Division Showcase en Destination X, frente a Petey Williams, Chris Sabin y Sonjay Dutt. La lucha fue finalmente ganada por Sabin. También compitió en un combate Xscape Match en Lockdown del mes siguiente. Puma fue más tarde miembro del Team México en el TNA World X Cup Tournament, junto a Incógnito, Magno y Shocker. En ese torneo, perdió una lucha en la segunda ronda ante el capitán del Team EE.UU. Chris Sabin. Puma fue el último hombre eliminado en la tercera lucha, por el capitán del Team Canadá Petey Williams. El Team México terminó en tercer lugar, con cuatro puntos. En julio de 2007, Perkins regresó a TNA como Puma, en un 10-man Ultimate X Gauntlet en Victory Road, pero fue el primer hombre eliminado. Volvió el 2008 en Victory Road, en representación del equipo de Japón en una lucha de eliminación, donde fue el segundo eliminado. El 12 de enero de 2016 Perkins fue despedido de la empresa.

### World Wrestling Entertainment / WWE (2009)
En el episodio de 19 de octubre de 2009  de WWE Raw, Perkins apareció y fue programado para hacer frente a The Miz, pero terminó siendo sustituido por Marty Jannetty antes de que la pelea se pusiera en marcha. Al día siguiente Perkins, bajo el nombre de JT Quinn, apareció en ECW en una pelea contra Sheamus. El partido resultó en una descalificación después de que Shelton Benjamin ataca a Sheamus. También apareció en Florida Championship Wrestling, el territorio en desarrollo de la WWE, en 2009.

### World Wrestling Entertainment / WWE (2016-2019)

#### Cruiserweight Classic (2016)
El 7 de mayo de 2016, Perkins derrotó a Fred Yehi en Evolve 61 para tener derecho a participar en el torneo Cruiserweight Classic de la WWE. El torneo comenzó el 23 de junio cuando Perkins derrotó a Da Mack en su lucha de primera ronda. El 14 de julio, Perkins derrotó a Johnny Gargano en su lucha de segunda ronda. El 26 de agosto, Perkins derrotó a Rich Swann para avanzar a las semifinales del torneo. El 14 de septiembre, derrotó a Gran Metalik, ganando así el Cruiserweight Classic y Campeonato Crucero de WWE.

#### 2016
El 22 de agosto en Raw, Perkins fue anunciado como parte de la división de peso crucero. El 19 de septiembre en Raw, tras bastidores, tuvo un careo con Brian Kendrick, quien había ganado una Fatal 4-Way Match para ser el retador #1 por el Campeonato Crucero de WWE.
En Clash of Champions, derrotó a Kendrick, reteniendo el título. Al día siguiente en el Raw del 26 de septiembre derrotó en un combate individual a Tony Nese. El 30 de octubre, perdió su título ante Kendrick en Hell in a Cell.
El 31 de octubre ganó por Count-Out una pelea titular por el Campeonato Crucero de WWE contra Brian Kendrick, pero sin obtener el título. Posteriormente atacó a Brian Kendrick al terminar el combate. En Survivor Series hizo equipo con Noam Dar y Rich Swann derrotando a Ariya Daivari, Drew Gulak y Tony Nese. En Roadblock se enfrentó a Kendrick y Rich Swann por el título, pero ganó este último.

#### 2017
El 22 de febrero de 2017, hizo una aparición en NXT siendo derrotado por Shinsuke Nakamura. En RAW del 10 de abril venció a Austin Aries. Al final del combate lo atacó, cambiando a heel y formando una alianza con Neville. A partir de entonces, su nombre se acorto a TJP. 
En el episodio de Raw del 5 de junio fue atacado por Neville. Debido a esto esa semana en 205 Live, recibió su lucha por el título contra su atacante, pero fue derrotado .
En el episodio de 205 Live el 12 de septiembre, TJP fue derrotado por Rich Swann. En el episodio de 205 Live el 10 de octubre, TJP fue derrotado nuevamente por Rich Swann en un partido de 2 de 3 contra Cataratas por 2-0. A partir de entonces, TJP tomó un descanso para completar la rehabilitación de la rodilla.

#### 2018
TJP volvió en el episodio de 205 Live el 2 de enero de 2018, donde derrotó a Akira Tozawa. En Royal Rumble, TJP, Drew Gulak y Gentleman Jack Gallagher fueron derrotados por Gran Metalik, Kalisto y Lince Dorado. 
Después de esto, participó en un torneo para nombrar al nuevo Campeón Crucero. En el episodio de 205 Live el 30 de enero, TJP derrotó a Tyler Bate en la primera ronda. En el episodio de 205 Live el 27 de febrero, TJP fue derrotado por Cedric Alexander en los cuartos de final del torneo, por lo que fue eliminado. El 4 de septiembre reapareció desafiando al Campeón Crucero Cedric Alexander a un combate titular, pero fue derrotado. Tras esto, comenzó un feudo con Lucha House Party (Kalisto, Lince Dorado y Gran Metalik), aliándose con Maria y Mike Kanellis, y teniendo varios combates contra ellos en noviembre y diciembre. 

#### 2019
En febrero, TJP participó en el torneo Worlds Collide, pero fue eliminado por Dominik Dijakovic. El 19 de febrero en 205 Live, fue derrotado por Humberto Carrillo, siendo su última lucha en la empresa. Finalmente, el 22 de febrero fue liberado de su contrato con WWE.

### Regreso al circuito independiente (2019–presente)
El 3 de mayo de 2019, Perkins regresó al ring luego de su liberación de la WWE. En su primer partido de vuelta, compitió por la promoción Empire Wrestling Federation de Covina, California. Unos días después, lucharía por la promoción de Sami Callihan, The Wrestling Revólver en una triple amenaza con Rich Swann y Ace Austin. Después de eso, lucharía por varias promociones, incluyendo AAW Wrestling.

### Regreso a Impact Wrestling (2019-2021)
En las grabaciones del 7 de junio de Impact, Perkins regresó a Impact Wrestling, derrotando a Ace Austin. También competirían en una revancha la noche siguiente. Perkins aclaró más tarde ese mes que no había firmado un contrato con la promoción, aun teniendo un calendario muy completo de fechas independientes en el horizonte.
En Emergence, se enfrentó a Chris Bey y a Rohit Raju en una Triple Threat Match por el Campeonato de la Division X de Impact!, sin embargo perdió, en el Impact! del 22 de septiembre, se enfrentó a Chris Bey y a Trey Miguel en una Triple Threat Match por una oportunidad al Campeonato de la Division X de Impact! de Rohit Raju, sin embargo perdió.
Fue liberado por Impact en noviembre de 2021, aclarando que nunca había firmado con la promoción.

### Regreso a New Japan Pro-Wrestling (2019–presente)
A finales de julio se anunció que serían Perkins lucha libre durante la New Japan Pro-Wrestling 's de Super J Copa torneo que tiene lugar durante el mes de agosto.

### Regreso a Major League Wrestling (2019-presente)
En diciembre de 2019, MLW anunció que TJP regresaría para la compañía por primera vez desde 2004, como parte de la Opera Cup el 5 de diciembre de 2019. Su partido de regreso fue en la primera ronda de la Opera Cup contra Brian Pillman Jr. en un esfuerzo perdido.
TJP regresó a MLW, al año siguiente para la Copa de Ópera, en la que perdió ante Richard Holliday en la primera ronda del episodio del 25 de noviembre de Fusion.

### Capital Combat Championship Wrestling (C3W) (2020-presente)
El 11 de octubre, TJ Perkins luchó contra Hyena Hexx en su combate debut por el Campeonato de Peso Pesado de C3W. Capturó con éxito y es el actual campeón mundial de peso pesado de C3W.

### Regreso al Consejo Mundial de Lucha Libre (2021)
En octubre de 2021, CMLL anunció que TJP regresaría a la empresa por primera vez desde 2008, como parte del Viernes Espectacular del 22 de octubre.

## Vida personal
Perkins nació en Los Ángeles, hijo de dos trabajadores de aerolíneas. A la edad de 18 años, comenzó a entrenar boxeo, artes marciales mixtas y lucha libre. A la edad de 21 años, Perkins había ganado ya suficiente dinero como para vivir independientemente.

## En lucha
- Movimientos finales
  - Como Manik / Suicide

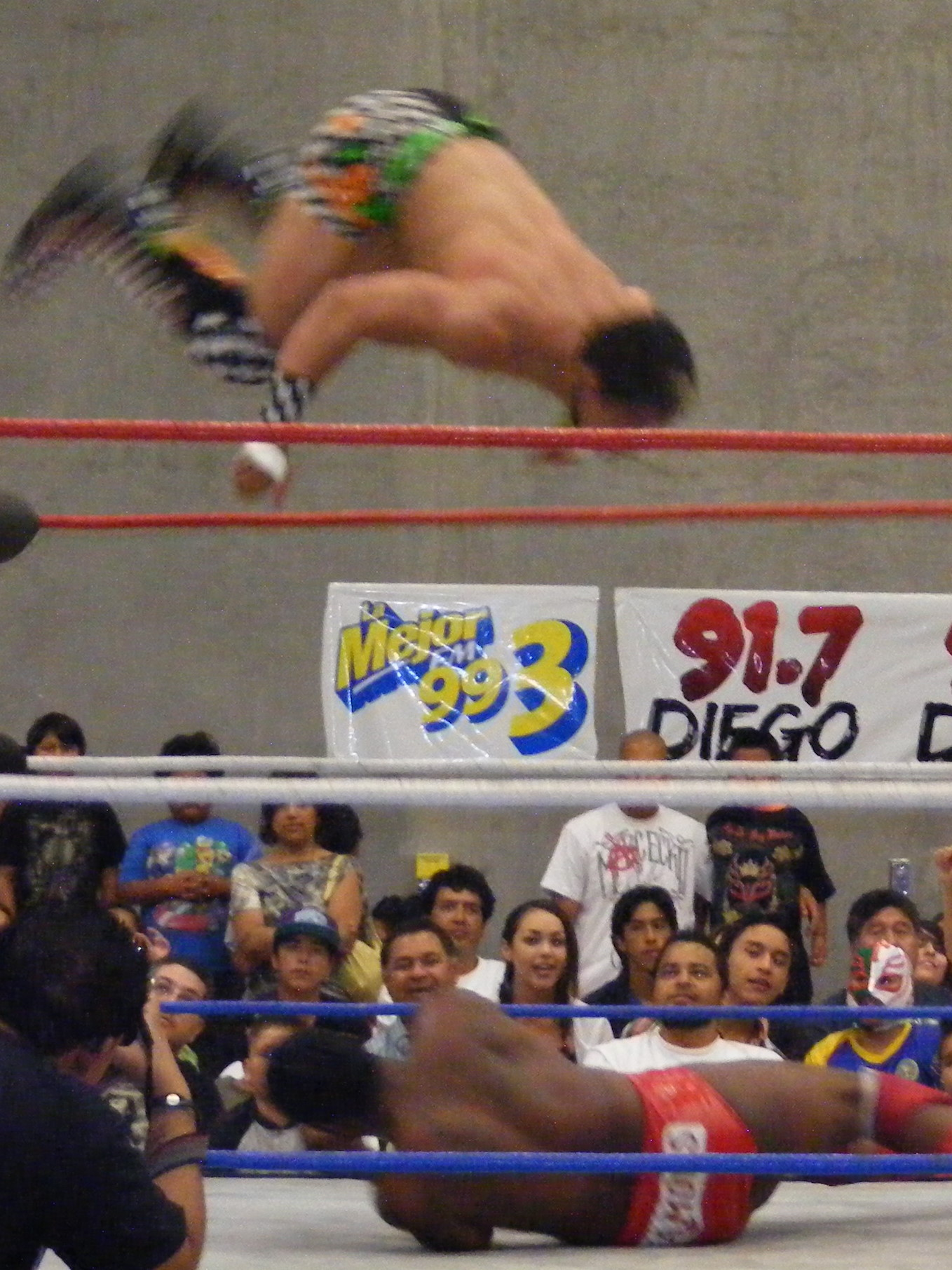
Perkins realizando un senton bomb en 2011.

    - Elevated double chickenwing seguido de un double knee gutbuster[12]
    - Frog splash[13]

  - Como Puma
    - 520° corkscrew springboard tornado DDT[14]
    - Figure Four Deathlock (Leglock cloverleaf)[14]
    - Puma Suplex (Bridging tiger suplex)[14]
    - Triangle choke[15]

  - Como T.J. Perkins / TJP
    - 520° corkscrew springboard tornado DDT[14] (circuito independiente)
    - 86er (Diving high knee)[16] (circuito independiente)
    - Detonation Kick (Fireman's carry seguido de un overhead kick)[17][18][19]– 2017– presente
    - Figure Four Deathlock (Leglock cloverleaf)[14] (circuito independiente)
    - Mega Buster (Jumping hangman's neckbreaker)[16] (circuito independiente)
    - Skull Crusher (Kneeling reverse piledriver)[14] (circuito independiente)
    - Elevated double chickenwing seguido de un double knee gutbuster – 2016; Usado como movimiento de firma posteriormente
    - TJP Clutch (Leglock inverted cloverleaf, transicionado de un kneebar, a veces procedido de una Detonation Kick)(circuito independiente / WWE)
- Movimientos de firma
  - Brainbuster[14]
  - Flying armbar[14]
  - Jumping neckbreaker[14]
  - Senton bomb[14]
  - STF[20]
  - Tiger suplex[14]
  - Tornado DDT[14]
  - Wrecking Ball Dropkick (Springboard front dropkick a un oponente al exterior sobre la segunda cuerda)

## Campeonatos y logros
- All Pro Wrestling
  - APW Worldwide Internet Championship (1 vez)[21]

- Alternative Wrestling Show
  - AWS Light Heavyweight Championship (2 veces)[22]

- Consejo Mundial de Lucha Libre
  - Best New Sensation (2003)
  - Feud of the Year (2003)

- Empire Wrestling Federation
  - EWF Tag Team Championship (1 vez) – con Liger Rivera[23]

- Evolve Wrestling
  - Breakout Match (2010) vs. Munenori Sawa el 16 de enero[24]

- Mach One Wrestling
  - NWA Heritage Championship (1 vez)[25]

- New Japan Pro-Wrestling
  - IWGP Junior Heavyweight Tag Team Championship (3 veces) –  con Francesco Akira
  - Super Jr. Tag League (2023) – con Francesco Akira
  - American Young Lions Cup Tournament (2004)[26]

- SoCal Uncensored
  - Rookie of the Year (2001)[27]

- Total Nonstop Action Wrestling / Impact Wrestling
  - TNA/Impact X Division Championship (3 veces)
  - IMPACT Year End Awards (1 vez)
    - Men's Match of the Year (2021) vs. Josh Alexander on June 3 at BTI

- United Independent Wrestling Alliance
  - UIWA Lightweight Championship (1 vez)

- UWA Hardcore Wrestling
  - UWA Canadian Championship (1 vez)

- WWE
  - WWE Cruiserweight Championship (1 vez y primero)
  - WWE Cruiserweight Classic (2016)

- Pro Wrestling Illustrated
  - Situado en el N.º 179 en los PWI 500 de 2005[28]
  - Situado en el N.º 347 en los PWI 500 de 2006[29]
  - Situado en el N.º 316 en los PWI 500 de 2007[30]
  - Situado en el N.º 239 en los PWI 500 de 2008[31]
  - Situado en el N.º 356 en los PWI 500 de 2009[32]
  - Situado en el N.º 336 en los PWI 500 de 2010[33]
  - Situado en el N.º 319 en los PWI 500 de 2011[34]
  - Situado en el N.º 141 en los PWI 500 de 2012[35]
  - Situado en el N.º 150 en los PWI 500 de 2013[36]
  - Situado en el N.º 122 en los PWI 500 de 2014[37]
  - Situado en el N.º 147 en los PWI 500 de 2015[38]
  - Situado en el N.º 234 en los PWI 500 de 2016[39]
  - Situado en el N.º 35 en los PWI 500 de 2017[40]